# Orchis conica
Orchis conica Willd. es una especie de la familia de las orquídeas que se distribuye por el occidente de Europa y el norte de África. Es de hábito terrestre y tiene tubérculos.

## Descripción

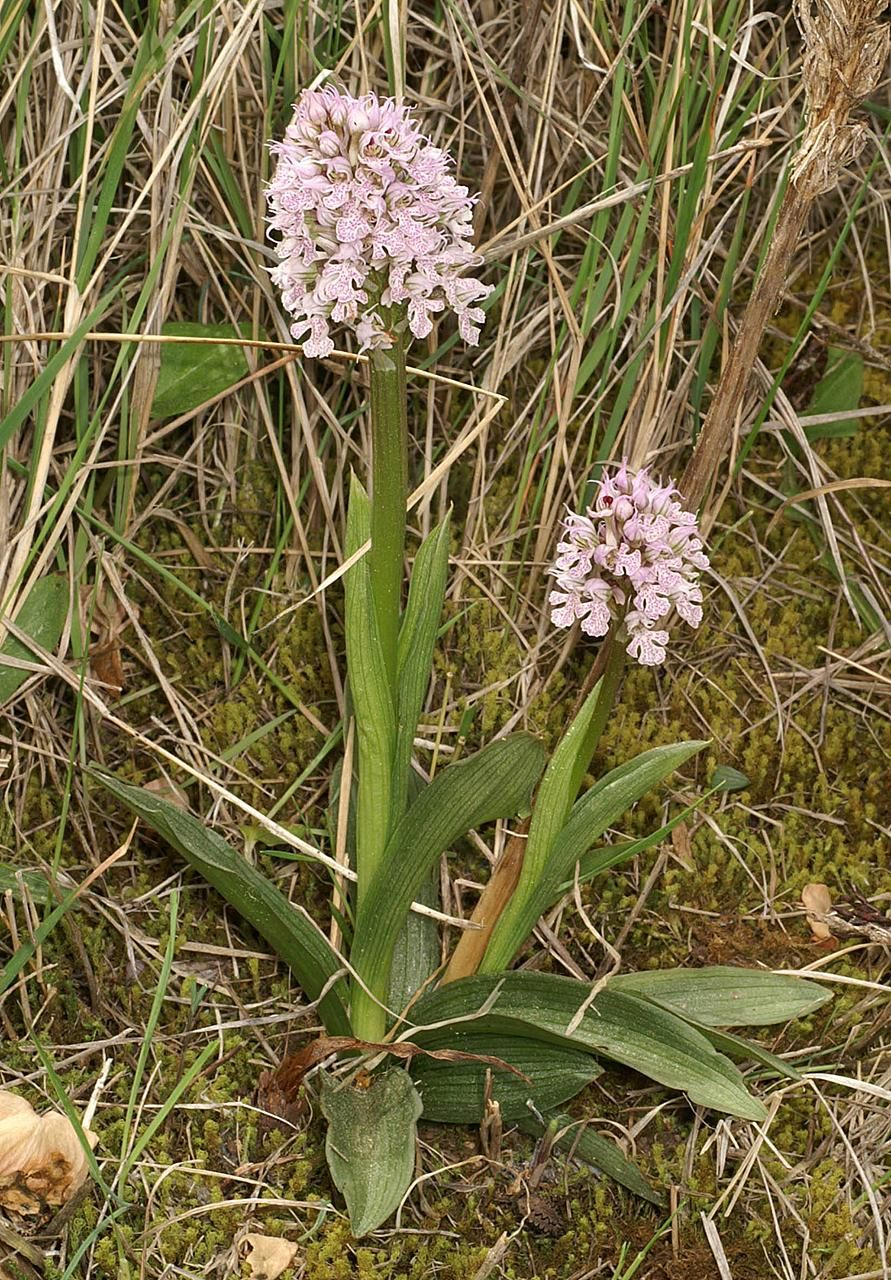
Orchis conica.

Las hojas son oblongas con una longitud de 5 cm, crecen desde los nódulos subterráneos que tienen un tamaño máximo de 6 cm y son redondos.
Las inflorescencias que son erectas en espiga, salen de la roseta basal de hojas estando cubierto el tallo por una bráctea color verde claro.
Presenta una densa floración con flores pequeñas. Los tres sépalo son iguales en tamaño y están soldados por los lados quedando los ápices sueltos, estos extremos sueltos son muy finos y los dos laterales se curvan a cada lado y el central se arquea hacia abajo. Forman una especie de gorra que cubre la columna. Los sépalos presentan un color blanco rosado uniforme y en la base tienen un color verde claro en el haz. En el envés presentan unas rayas color púrpura- marronáceo.
El labelo sobresale debajo del casco 3/4 partes, es del mismo color rosa que los sépalos pero éste está profusamente moteado con puntos rosas.  El labelo presenta tres lóbulos el central más ancho tiene forma de espátula y dos lóbulos ligeramente más pequeños uno a cada lado que están ligeramente arqueados hacia fuera y hacia arriba. Tiene además dos pétalos muy reducidos en el interior que no se observan a simple vista.
Florecen desde marzo hasta junio. El color puede variar desde blanco a diferentes tonos de rosa.

## Hábitat y distribución
Se desarrolla en prados y terrenos a la luz solar directa o media sombra. Se encuentran en Francia, España, Portugal y Norte de África.

## Usos medicinales

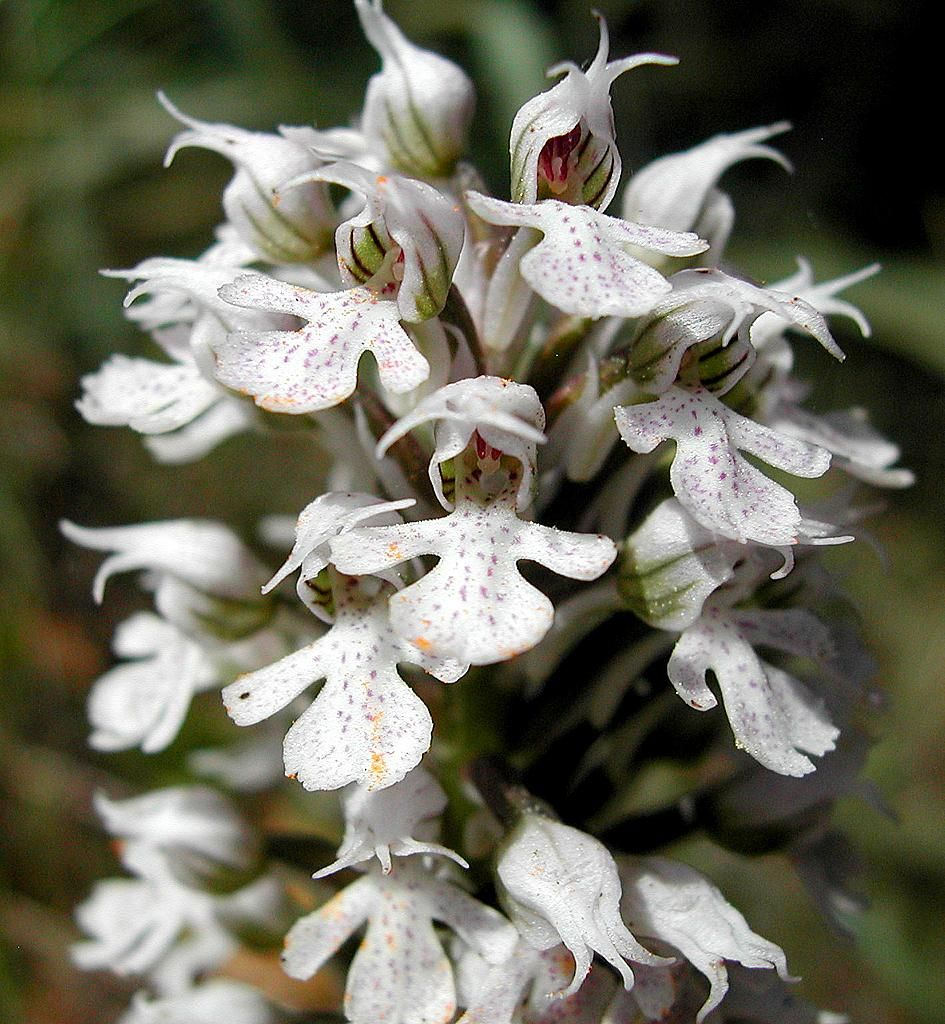
Orchis conica var. alba.

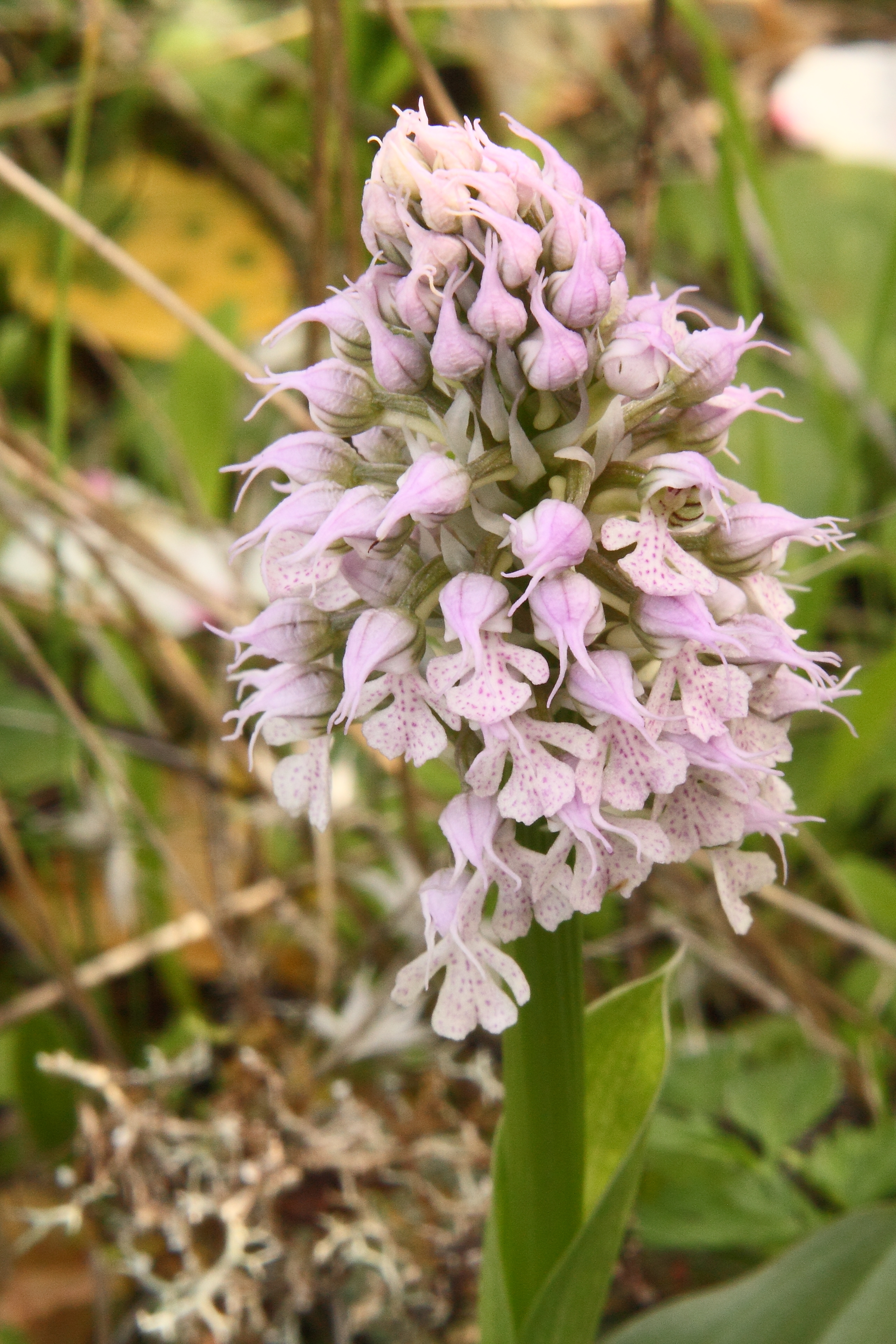
Inflorescencia

La harina de sus tubérculos llamada salep es muy nutritiva y demulcente. Se usa en dietas especiales de convalecientes y niños. Es muy rica en mucílago y forma una demulcente y suave gelatina que se usa para el canal gastrointestinal irritado. Una parte de harina con cincuenta partes de agua son suficientes para formar la gelatina. El tubérculo para preparar la harina debe ser recolectado cuando la planta está recién seca después de la floración y cuando ha soltado las semillas.

## Taxonomía
Orchis conica fue descrita por Carl Ludwig Willdenow  y publicado en Species Plantarum. Editio quarta 4: 14. 1805.
Etimología
Estas  orquídeas reciben su nombre del griego όρχις "orchis", que significa testículo, por la apariencia de los tubérculos subterráneos en algunas especies terrestres. La palabra 'orchis' la usó por primera vez  Teofrasto (371/372 - 287/286 a. C.), en su libro  "De historia plantarum" (La historia natural de las plantas). Fue discípulo de Aristóteles y está considerado como el padre de la Botánica y de la Ecología.
collina: epíteto latino que significa cónica por la apariencia de la inflorescencia como un cono.
Sinonimia
- Orchis tridentata ssp. láctea (Poir.) Rouy 1912
- Neotinea lactea (Poir.) R.M.Bateman, Pridgeon & M.W.Chase 1997
- Orchis commutata Tod.  (1842) (Basionymum)
- Orchis globosa Brot. (1804)
- Orchis tridentata ssp. commutata (Tod.) Nyman (1882)
- Orchis broteroana Rivas Goday & Bellot (1946)
- Orchis pusilla D. Tyteca (1984)
- Neotinea tridentata ssp. commutata(Tod.) R.M. Bateman, Pridgeon & M.W. Chase (1997)
- Neotinea tridentata ssp. conica (Willd.) R.M. Bateman, Pridgeon & M.W. Chase (1997)
- Orchis tridentata ssp. conica (Willd.) O. Bolòs & Vigo (2001)
- Neotinea conica (Willd.) R.M. Bateman (2003)